# Альверня (гміна)
Гміна Альверня (пол. Gmina Alwernia) — місько-сільська гміна у південній Польщі. Належить до Хшановського повіту Малопольського воєводства.
Станом на 31 грудня 2011 у гміні проживало 12771 особа.

## Площа
Згідно з даними за 2007 рік площа гміни становила 75.27 км², у тому числі:
- орні землі: 55.00%
- ліси: 32.00%

Таким чином, площа гміни становить 20.26% площі повіту.

## Населення
Станом на 31 грудня 2011:
| Опис     | Загалом | Загалом | Чоловіки | Чоловіки | Жінки | Жінки |
| -------- | ------- | ------- | -------- | -------- | ----- | ----- |
| одиниця  | осіб    | %       | осіб     | %        | осіб  | %     |
| все      | 12771   | 100     | 6329     | 49.56    | 6442  | 50.44 |
| міське   | 3439    | 100     | 1692     | 49.20    | 1747  | 50.80 |
| сільське | 9332    | 100     | 4637     | 49.69    | 4695  | 50.31 |

## Сусідні гміни
Гміна Альверня межує з такими гмінами: Бабіце, Затор, Кшешовіце, Спитковіце, Тшебіня, Хшанув, Черніхув.